# 케이트 디키
케이트 디키(Kate Dickie, 1971년 ~ )는 스코틀랜드의 배우이다.

## 출연 작품
- 그린 나이트 (2021)
- 더 파티스 저스트 비기닝 (2018)
- 텔 잇 투 더 비즈 (2018)
- 리뎀션 로드 (2017)
- 프리벤지 (2016)
- 원 오브 어스 (2016)
- 오퍼레이터 (2015)
- 커플 인 어 홀 (2015)
- 더 위치 (2015)
- 소로 (2014)
- 캐치 미 대디 (2014)
- 더 사일런트 스톰 (2014)
- 더 비스트 (2013)
- 해피 엔딩 (2013)
- 포 도즈 인 페릴 (2013)
- 필스 (2013)
- 셸 (2012)
- 프로메테우스 (2012)
- 왕좌의 게임 1 (2011)
- 당나귀 (2010)
- 아웃캐스트 (2010)
- 대지의 기둥 (2010)
- 파이브 데이 쉘터 (2010)
- 웨이스티드 (2009)
- 비리브 (2009)
- 소머스 타운 (2008)
- 썸머 (2008)
- 붉은 거리 (2006)